# Prezydenci Szczecina

Obecny Herb Szczecina

Prezydenci Szczecina (włodarze Szczecina) – burmistrzowie, zarządcy komisaryczni, przewodniczący Prezydium Miejskiej Rady Narodowej, prezydenci Szczecina na przestrzeni lat.

## Historia
Od nadania praw miejskich Szczecinowi w 1243, władzę w mieście sprawował sołtys. W 1319 urząd sołtysa przekształcono w urząd wójta. W 1345 urząd wójta zastąpiono urzędem burmistrza, wybieranego dożywotnio przez radę miejską. Początkowo było dwóch burmistrzów, od XV w. wybierano ich trzech.
Od 1723 Rada Miejska wybierała nadburmistrza i dwóch burmistrzów pomocniczych. Po reformie w 1808 wybierano burmistrza i nadburmistrza. W 1934 urząd burmistrza został zniesiony, zaś cała władza przeszła w ręce mianowanego na 14 lat nadburmistrza.
Po przyłączeniu miasta do Polski wprowadzono urząd prezydenta miasta. W latach 1950–1973 władzę w mieście sprawowała Miejska Rada Narodowa. W 1973 przywrócono urząd prezydenta miasta.

## Sołtysi Szczecina
- Werner Baruoth[a] (1243-1247)
- Heinrich Nupez (1253)
- Heinikin Baruoth[a] (ok.1260-ok.1271)
- Heinrich Baruoth[a] (ok.1283-1295)
- Johannes Wussow (1295)
- Dietrich Baruoth[a] (1296-1300)
- Johannes Schele (1309)
- Heinrich Baruoth[a] i Johannes Wussow (1315)
- Jakob Beringer (1317)
- Konrad Baruoth[a] (1317-1319)

## Wójtowie Szczecina
- Bernard Schell (1319-1327)
- Johannes Pölitz (1327-1334)
- Johannes Wussow i Peter Wussow (1334-1339)
- Dietrich Stangevoll
- Johann Wren (1340)
- Conrad van Brakel (1344-1345)

## Burmistrzowie Szczecina
- Borhard Swinense (1345)
- Hermann von der Lippe (1345-1346)
- Paul (1345)
- Johannes Levenow (1361)
- Hermann Pape (1361-1369)
- Heinrich Wobbermyn (1361)
- Johann von Pölitz (1361-1366)
- Eberhard Stade (1365-1369)
- H. Pölitz (1371)
- Johann Linwandsnider (1371)
- Heinrich Prilop (1376)
- Hennig Westfal (1376)
- Paul Travenol (1376-1383)
- Conradus Hake (1380)
- Johann Moyser (1380)
- Busse von der Dolle (1380-1402)
- Marwuard Vorrad (1381-1383)
- Otto Jageteuffel (1384-1412)
- Ludolf Soltyn (1402-1404)
- Heinrich Wobbermyn (1391-1409)
- Johann Treptow (1407-1416[1] lub 1408-1416[2])
- Gerd Rode (1409-1434)
- Jakob Künne (1410-1413)
- Hans Grabow (1413-1427)
- Hans van der Dollen (1417-1427)
- Peted Eickstedt (1420-1455)
- Hinricus Bernhagen (ok.1425)
- Claus Wigger (1428-1429)
- Henning von Apenborg (1430-1442)
- Hans von Affen (1431-1432)
- Rolof Dosse (1433-1455)
- Gerdt Voghe (1432-1444)
- Henning Mellethin (1441-1447)
- Albrecht von Glinde (1448-1471)
- Peter Kockstede (1451-1455)
- Hans Rosenreter (1458-1461)
- Dietrik Grabow (1458-1471)
- Paul Bertram (1464-1469)
- Claus Goldbeck (1469-1476)
- Claus Steven (1469-1477)
- Peter Farnholt (1469-1483)
- Hans Gerwen (1478-1487)
- Arndt Neveling (1478-1481)
- Jakob Werebroth (1480-1483)
- Lüdecke Wussow (1480)
- Michael Loitz (1484-1494)
- Tewes Neveling (1484-1502)
- Arnt van der Wide (1485-1492)
- Gerd Steven (1492-1494)
- Arnt Ramyn (1492-1503)
- Michael von Buren (1503-1512)
- Claus von Loh (1504-1513)
- Jakob Hohenholtz (1504-1524)
- Hans Stoppelberg (1508-1538)
- Jasper Gewetzow (1512-1531)
- Joachim Otto (1512-1535)
- Hans Boddeker (1513-1515)
- Moritz Loitz (1519-1529)
- Moritz Glineke (1519-1545)
- Hans Loitz (1525-1539)
- Hans Dolgemann (1539-1540)
- Claus Sasse (1539-1549)
- David Braunschweig (1540-1552)
- Hans Hogenholt (1546-1548)
- Peter Fahrenholt (ok.1547)
- Moritz Glineke (1551-1567)
- Joachim Plate (1551-1569)
- Matthias Sachtleben (1552-1571)
- Ambrosius Schwawe (1569-1572)
- Antonius Regelstroff (1570-1583)
- Gregorius Bruchmann (1571-1575)
- Clawes Kalsow (1572-1577)
- Ambrosius Hademar (1575-1585)
- Caspar Schaum (1576-1590)
- Johann Brink (1583-1596)
- Hermann Braunschweig (1586-1596)
- Baltasar Sachtleben (1591-1616)
- Valentin Closterwoldt (1595-1600)
- Fleck (1597)
- Simon Giesebracht (1597-1616)
- Alexander von Rammin (1602-1622)
- Benedict Fuchs (1616-1624)
- Clemens Michaelis (1616-1630)
- Joachim Schwellengrebel (1622-1627)
- Samuel Rochlitz (1624-1634)
- Paul Giese (1627-1630)
- Phillip Enselin (1627-1637)
- Paul Friedeborn (1630-1637)
- Michael Neumann (1632-1644)
- Christian Hippmann (1634-1639)
- Johann Dillies (1638-1649)
- Johann Dreier (1638-1641)
- Heinrich Braunschweig (1641-1671)
- Johann Pasenow (1649-1659)
- Joachim Schnobel (1654-1671)
- Peter Gericke (1658-1664)
- Christoph Richter (1659-1669)
- Caspar Meyer (1666-1668)
- Ulrich Clemens Michaelis (1669-1673)
- Crispinus Gerstmann (1671-1681)
- Rudolf Held (1672-1681)
- Gotfried Schwellengrebel (1674-1678)
- Friedrich Valentin (1679-1684)
- Jakob Schadelock (1681)
- Johann Gauswindt (1681-1685)
- Erdmann Lindemann (1682-1701)
- Christian Strauss (1685-1703)
- Johann Ücker (1690-1703)
- Hermann Sibrand (1702-1712)
- Johann Jahn (1702-1723)
- Jeremias Hopfer (1703-1704)
- Theodor Scherenberg (1703-1705)
- Daniel Dillies (1704-1712)
- Hermann Davis Matthäus (1706-1723)
- Christian Friedrich Freyberg (1712-1726)
- Balthasar von Schack (1723-1739)
- Carl Christian Strauss (1726-1740)
- Matthias von Liebeherr (1727-1749)
- Johann Ludwig Kistenmacher (1739-1768)
- Davis Friedrich Matthäus (1749-1760)
- Stanislaus Trendelenburg (1768-1781)
- Johann David Blindow (1769-1772)
- Gottlieb Bochmer (1772-1796)
- Johann Gottlieb Voss (1793-1816)
- Johann David Heinrich Bracht (1796-1804)
- Samuel Johann Müller (1799-1803)
- Karl Friedrich Wulsten (1803-1807)
- Michael Friedrich Redepenning (1809-1824)
- Andreas Friedrich Masche (1824-1832)
- Johann Friedrich Ruth (1832-1836)
- Hans Albert Eduard Schallehn (1836-1868)
- Friedrich Sternberg (1867-1883)
- Felix Leonhard Giesebrecht (1884-1900)
- Friedrich Roth (1900-1908)
- Carl Thode (1910–1914)
- Heinrich Pick (1920-1933)
- Hermann Czirniok (1934)

## Nadburmistrzowie Szczecina
- Johann Jahn (1723-1726)
- Carl Ludwig Hübner (1726-1751)
- Adam Joachim Sander (1751-1769)
- Joachim Friedrich Pauli (1770-1791)
- Johann Wilhelm Redtel (1791-1799)
- Samuel Johann Müller (1799-1803)
- Johann David Heinrich Bracht (1804-1809)
- Johann Ludwig Kirstein (1807-1828)
- Heinrich Ferdinand Steinicke (1828-1832)
- Andreas Friedrich Masche (1832-1845)
- Wilhelm Wartenberg (1845-1848)
- Karl Hering (1849-1868)
- Theodor Eduard Burscher (1868-1877)
- Hermann Haken (1878-1907)
- Friedrich Ackermann (1907-1931)
- Jürgen Poeschel (1931-1933)
- Joachim Becker (1933)
- Wilhelm Stuckart (1933)
- Erich Mix (1933-1934)
- Werner Faber (1934-1945)
- Hans Benthin (1945)
- Erich Spiegel (1945)
- Erich Wiesner (1945)

## Wojskowy komendant miasta
- Aleksiej Fiedotow (1945-?)

## Prezydent Szczecina
- Piotr Zaremba (1945-1950)

## Przewodniczący Prezydium Miejskiej Rady Narodowej
- Stanisław Germałowicz (1950-1951)
- Bernard Polczyk (1951-1953)
- Władysław Wolski (1953-1954)
- Jerzy Zieliński (1954-1961)
- Henryk Żukowski (1961-1969)
- Bogdan Augustiański (1969-1970)
- Feliks Uciechowski (1970-1972)
- Jan Stopyra (1972-1973)

## Prezydenci Szczecina
- Jan Stopyra (17 grudnia 1973 – 31 marca 1984)
- Ryszard Rotkiewicz (1 kwietnia 1984 – 27 maja 1990)
- Jan Czesław Bielecki (18 czerwca 1990 – 11 kwietnia 1991)[3][4]
- Władysław Lisewski (22 kwietnia 1991 – 5 lipca 1994) (od 11 kwietnia 1991 p.o. Prezydenta Miasta Szczecina[5])
- Bartłomiej Sochański (5 lipca 1994 – 18 listopada 1998)[6]
- Marian Jurczyk (18 listopada 1998 – 24 stycznia 2000)[7]
- Marek Koćmiel (24 stycznia 2000 – 29 maja 2001)[8]
- Edmund Runowicz (29 maja 2001 – 21 listopada 2002)[9]
- Marian Jurczyk (21 listopada 2002 – 4 grudnia 2006)[10]
- Piotr Krzystek (od 4 grudnia 2006)[11][12]